# Hollister Co.
Hollister é uma marca de roupas norte-americana.

## História

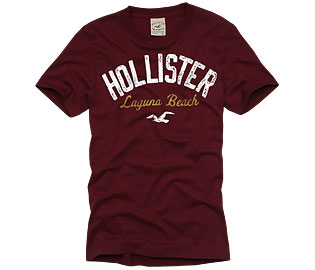
Camiseta da marca Hollister.

A história do surgimento da grife Hollister foi completamente inventada pela companhia. Quem diz isso é o escritor Dave Eggers, em artigo publicado hoje na revista The New Yorker.
A lenda da Hollister é a seguinte: A história começa com  John M. Hollister, um jovem aventureiro que passou a infância praticando esportes nas águas do Maine. Ele se formou na Universidade de Yale em 1898 com 20 anos de idade. Não querendo ter a mesma vida de seu pai criado em Manhattan, o jovem embarcou em um longa viagem em um barco a vapor, com destino para as Índias Orientais Holandesas em 1917. Lá, ele comprou uma uma pequena plantação de seringueira (borracha) de Gregory Van Gilder, e logo veio a conhecer e amar a filha de Gilder, Meta. Depois, Hollister vendeu sua terra, e com metade do dinheiro comprou um pequeno veleiro em que ele e Meta passaram dois anos navegando pelo Oceano Pacífico conhecendo diferentes culturas. John e Meta desembarcaram em Los Angeles, em 1919, e casaram-se no final do outono daquele mesmo ano. John M. Hollister Jr. nasceu em 1920. Depois de alguns anos viajaram para a Califórnia e lá estabeleceram a sua primeira loja em 1922, em Laguna Beach. A empresa mudou depois de Hollister Jr. assumir os negócios em 1957, trazendo roupas de surf e equipamentos. A marca Hollister Co. é comercializado como sendo estabelecida em 1922, e a data é encontrada nos rótulos e desenhos da mercadoria. A loja é projetada para ter a sensação similar de estar em uma loja de surf.
A primeira loja foi inaugurada em julho de 2000 no Easton Town Center em Columbus (Ohio).
O rápido sucesso levou a marca Abercrombie & Fitch Co. notar que a HCO estava ultrapassando a marca Abercrombie & Fitch. Afim de distinguir corretamente A & F da HCO, foram introduzidas roupas e mercadorias com alto grau de materiais usados estritamente em sua confecção na produção dos produtos da A & F elevando os preços da mercadoria.